# Paithan
Paithan là một thành phố và là nơi đặt hội đồng đô thị (municipal council) của quận Aurangabad thuộc bang Maharashtra, Ấn Độ.

## Địa lý
Paithan có vị trí 19°29′B 75°23′Đ / 19,48°B 75,38°Đ Nó có độ cao trung bình là 458 mét (1502 feet).

## Nhân khẩu
Theo điều tra dân số năm 2001 của Ấn Độ, Paithan có dân số 34.556 người. Phái nam chiếm 51% tổng số dân và phái nữ chiếm 49%. Paithan có tỷ lệ 67% biết đọc biết viết, cao hơn tỷ lệ trung bình toàn quốc là 59,5%: tỷ lệ cho phái nam là 75%, và tỷ lệ cho phái nữ là 60%. Tại Paithan, 14% dân số nhỏ hơn 6 tuổi.